# 程式穀
程式穀（?—?），江西省南昌府新建縣人，清朝政治人物、進士出身。
光緒二十四年（1898年），参加光緒戊戌科殿試，登進士二甲120名。同年五月，以主事分部学习。康有为门生。曾因参加维新变法被捕，后幸获释放。民初被选为国会议员，并任北京孔教大学教授。
。